# Synaxe

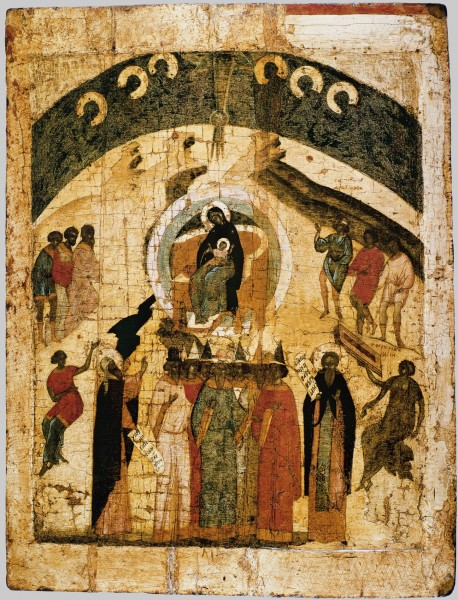
Icône de la synaxe de la Theotokos (Pskov, XVIIe siècle).

Une synaxe (du grec ancien σύναξις / súnaxis) était une réunion de fidèles dans le christianisme primitif au cours de laquelle ils célébraient l'eucharistie. Le mot « synaxe » désigne aujourd'hui, dans l'Église orthodoxe et les Églises catholiques orientales, l'assemblée des croyants qui célèbrent la Divine Liturgie.

## Historique
Le mot synaxe vient du grec antique signifiant « assemblée », selon la même origine que le mot synagogue.
Les premières communautés chrétiennes se ressemblaient pour les synaxes, assemblées où elles célébraient l'eucharistie,. 
Le même nom est conservé ensuite pour désigner la messe pour les Églises grecques et l'Église arménienne. Puis une distinction est faite entre les synaxes liturgiques (avec eucharistie) et les synaxes aliturgiques (sans eucharistie).
En Occident, des assemblées non eucharistiques sont parfois appelées « synaxes ».

### En orthodoxie russe
Sobor (en russe: Собор) est l'une des fêtes religieuses chrétiennes. Elles peuvent être séparees en deux groupes. 
Le premier groupe est constitué par les fêtes suivantes: 
- Synaxe de la Vierge (en russe: Собор Пресвятой Богородицы),  26 décembre/8 janvier
- Synaxe de l'archange Gabriel (en russe: Собор Арха́нгел Гаврии́л) 26 mars/8 avril
- Synaxe de Saint Jean-Baptiste (en russe: Собор Иоанну Предтече). 7 avril/20 avril

Les fêtes du second groupe sont de nombreuses fêtes dédiées à la glorification des saints